# Otmar Calder
Otmar Calder (* 9. März 1941 in Kattowitz; † 13. Februar 2024 in Halle (Westfalen)) war ein deutscher Fußballtrainer. 

## Karriere
Calder stammte aus Schlesien und zog 1951 nach Berlin. Später ging er nach Köln, wo er an der Deutschen Sporthochschule studierte. Seine erste Trainerstation waren die Amateure des 1. FC Köln. Von Januar bis Oktober 1972 war er Trainer des Südwest-Regionalligisten Wormatia Worms. Anschließend trainierte Calder die Amateure des 1. FC Kaiserslautern. 1973 drang er mit der Mannschaft bis ins Endspiel der Deutschen Amateurmeisterschaft vor, unterlag dort aber der SpVgg Bad Homburg mit 0:1 Toren.
Auf Vermittlung von Hennes Weisweiler wurde Calder dann Trainer der jamaikanischen Nationalmannschaft. Nach zwei Jahren verließ er aus familiären Gründen die Karibik und kehrte nach Deutschland zurück. 1976 wurde er Trainer des SC Herford, den er zunächst zur Westfalenmeisterschaft und dann zum Aufstieg in die 2. Bundesliga Nord führte. Im Winter der Saison 1977/78 wurde Calder entlassen und durch Erhard Ahmann ersetzt. Anschließend trainierte er noch den TuS Langenholzhausen und kehrte 1986 kurzzeitig nach Herford zurück.
Hauptberuflich arbeitete Otmar Calder als Lehrer. Er war verheiratet und lebte als Pensionär in Halle (Westf).